# Seleção Mariya de Futebol
A Seleção Mariya de Futebol, ou Primeiras Nações Australianas Mariya, nome completo da federação, é uma equipe que representa os povos aborígenes da Austrália. A seleção não é afiliada à FIFA nem à Confederação de Futebol da Oceania e, por isso, não pode disputar a Copa do Mundo nem a Copa das Nações da OFC. Em novembro de 2018, foi anunciada a admissão da Seleção Mariya na CONIFA.
A Seleção Mariya tem crescido principalmente devido ao sucesso do Campeonato Nacional de Futebol Indígena (NIFC), que tem revelado vários habilidosos jogadores.
No dia 4 de janeiro de 2020, a CONIFA anunciou que a seleção Mariya irá representar a Oceania na Copa do Mundo ConIFA de 2020, que será disputada na Macedônia do Norte.

## História

### Início da seleção e Trans-Tasman Clash of the Cultures 2018
A equipe fez sua estreia internacional no início de 2018, no dia 18 de janeiro, durante a Trans-Tasman Football Series 2018, ou Trans-Tasman Clash of the Cultures 2018, uma série de partidas de futebol masculino e feminino contra o Te Ikaroa, equipe que representava os povos aborígenes maori da Nova Zelândia. O torneio terminou com duas derrotas para a Seleção Mariya: no masculino, por 3 a 2, e no feminino, por 5 a 0.

### Trans-Tasman Clash of the Cultures 2019
Nos dias 19 e 20 de janeiro de 2019, foi realizada a segunda edição do torneio, novamente em Auckland. A seleção Mariya enviou uma equipe profissional feminina e uma equipe sub-14 masculina. Estas enfrentaram, respectivamente, as equipes Mauri e Toki Toa, que representaram os povos aborígenes maori da Nova Zelândia. Cada confronto foi realizado duas vezes. Com isso, a equipe feminina venceu o primeiro jogo contra a equipe Mauri por 5 a 1 e perdeu o segundo jogo também por 5 a 1. Enquanto isso, a equipe sub-14 masculina venceu os dois jogos contra a equipe Toki Toa, o primeiro por 4 a 1 e o segundo por 4 a 2.

### Trans-Tasman Clash of the Cultures 2020
No dia 18 de janeiro de 2020, foi realizada a terceira edição do torneio. A seleção Mariya enviou para a Nova Zelândia quatro equipes, duas masculinas, uma profissional e uma sub-14, e duas femininas, uma profissional e uma sub-14. Todas as partidas foram disputadas contra a NZ Maori, que representa os povos aborígenes maori da Nova Zelândia. As equipes femininas profissional e sub-14 perderam, respectivamnete, por 3 a 2 e 4 a 0. Enquanto isso, a masculina sub-14 venceu por 2 a 0 e a profissional empatou por 1 a 1.